# Ruffey-lès-Beaune
Ruffey-lès-Beaune è un comune francese di 753 abitanti situato nel dipartimento della Côte-d'Or nella regione della Borgogna-Franca Contea.

## Società

### Evoluzione demografica
Abitanti censiti